# Distrito de Ostende
El Distrito de Ostende (en neerlandés: Arrondissement Oostende; en francés: Arrondissement d'Ostende) es uno de los ocho distritos administrativos de la Provincia de Flandes Occidental, Bélgica.

## Lista de municipios
- Bredene
- De Haan
- Gistel
- Ichtegem
- Middelkerke
- Ostende
- Oudenburg

- Datos: Q91427